# Melbourne (Florida)
Melbourne è una località sulla costa atlantica della Contea di Brevard dello Stato della Florida, negli Stati Uniti d'America. 

Da sempre rinomata località balneare, dagli anni trenta circa del XX secolo la cittadina possiede il rinomato centro ospedaliero Holmes Regional Medical Center, molto stimato in tutta la Florida. Dal 1969 la cittadina si ampliò rapidamente, fondendosi con la vicina Eau Gallie, Melbourne Beach, Melbourne Village e Palm Bay.
Dagli anni settanta circa, la cittadina divenne celebre come meta dei fan di Jim Morrison, leader dello storico gruppo rock dei The Doors, che qui nacque l'8 dicembre 1943.

## Storia
Fondata dai primi pionieri nel periodo 1867-1877 sui vecchi siti dei nativi americani col nome di Crane Creek, fu rinominata come l'omonima città australiana da John Cornhwaite, uno dei coloni inglesi che aveva vissuto molto in Australia.

Durante gli anni della seconda guerra mondiale fu istituito il centro di addestramento della Marina Militare Americana.
Dal 1950 circa iniziò l'espansione della cittadina verso nord, mentre nel 1962 si iniziò la costruzione del vicino centro aerospaziale "Kennedy Space Center" e, per tal motivo, la cittadina fa parte di quella che oggi è ancora nota come la "Space coast".

## Società

### Religione
Vi sono 71 chiese di ben 24 culti diversi, con il 12% circa di cattolici, 7% altre religioni cristiane, 4% metodisti,1,2% protestanti.